# جوزيف لوك
جوزيف لوك، عضو في الجمعية الملكية للفنون (9 أغسطس 1805 - 18 سبتمبر 1860) هو مهندس مدني إنجليزي من القرن التاسع عشر، ارتبط بشكل خاص بمشاريع السكك الحديدية. صُنف لوك إلى جانب روبرت ستيفنسون وإيسامبارد كينغدوم برونيل واحدًا من أبرز رواد تطوير السكك الحديدية.

## نشأته ومسيرته
ولد لوك في أتركليف، شيفيلد في يوركشاير، وانتقل إلى بارنسلي القريبة عندما كان في الخامسة من عمره. بحلول سن 17، خدم لوك في وحدة تدريب مهني بقيادة ويليام ستوبارت في بيلاو، على الضفة الجنوبية من تاين، وبقيادة والده ويليام. اشتهر بكونه مهندس تعدين متمرس قادر على المسح وإغراق المهاوي، لبناء السكك الحديدية والأنفاق والمحركات الثابتة. عمل والد لوك مديرًا في منجم وول باتيل في تاينسايد حيث عمل جورج ستيفنسون رجل إطفاء هناك. في عام 1823، عندما كان عمر جوزيف لوك 17، شارك ستيفنسون في التخطيط لسكة حديد ستوكتون ودارلينغتون. زار هو وابنه، روبرت ستيفنسون، ويليام لوك وابنه في بارنسلي وجرى الاتفاق على أن يذهب جوزيف لوك للعمل لدى ستيفنسون. أنشأ ستيفنسون قاطرة أعمال بالقرب من شارع فورث، نيوكاسل أبون تاين، لتصنيع قاطرات للسكك الحديدية الجديدة. سرعان ما تبوأ جوزيف لوك، على الرغم من شبابه، منصبًا في السلطة. أصبح هو وروبرت ستيفنسون صديقين مقربين، ولكن صداقتهما انتهت، في عام 1824، بسبب مغادرة روبرت للعمل في كولومبيا مدة ثلاث سنوات.

## سكك حديد ليفربول ومانشستر
أجرى جورج ستيفنسون المسح الأصلي لخط سكة حديد ليفربول ومانشستر، ولكن هذا المسح لم يكن دقيقًا، فأعاد المهندس الشاب الموهوب تشارلز فينول عملية المسح. طلب المديرون من جوزيف لوك إجراء مسح آخر لأعمال النفق المقترحة وإصدار تقرير. كان التقرير شديد الانتقاد للعمل الذي أُنجز بالفعل، والذي انعكس بشكل سيء على ستيفنسون. كان ستيفنسون غاضبًا وتوترت العلاقات بين الرجلين منذ ذلك الحين، على الرغم من استمرار عمل لوك لدى ستيفنسون، ربما لأن الأخير كان على دراية بقيمته. على الرغم من الانتقادات العديدة لعمل ستيفنسون، عندما جرى إقرار مشروع قانون الخط الجديد أخيرًا، في عام 1826، عُين ستيفنسون مهندسًا وعُين جوزيف لوك مساعدًا له للعمل جنبًا إلى جنب مع فينول، الذي كان المساعد الآخر. مع ذلك، أدى عدم التوافق بين ستيفنسون وفينول إلى استقالة الأخير، تاركًا لوك مساعد المهندس الوحيد. تولى لوك مسؤولية النصف الغربي من الخط. كان تشات موس أحد العقبات الرئيسية التي يجب التغلب عليها، وهو مستنقع كبير كان لا بد من تجاوزه. على الرغم من أن ستيفنسون هو من حصل على الفضل في هذا العمل، يُعتقد أن لوك هو الذي اقترح الطريقة الصحيحة لعبور المستنقع.
أثناء بناء الخط، حاول المديرون تقرير ما إذا كانوا سيستخدمون محركات قائمة أو قاطرات لدفع القطارات. كان روبرت ستيفنسون وجوزيف لوك مقتنعين بأن القاطرات متفوقة إلى حد كبير، وفي مارس 1829، كتب الرجلان تقريرًا يوضح تفوق القاطرات عند استخدامها على خط سكة حديد مزدحم. أدى التقرير إلى صدور قرار بإجراء محاكمة مفتوحة للعثور على أفضل قاطرة. عُرفت هذه المحاكمات باسم رين هيل، التي أجريت في أكتوبر 1829.
عندما افتُتح الخط أخيرًا في عام 1830، كان من المخطط أن يسافر موكب من ثمانية قطارات من ليفربول إلى مانشستر. قاد جورج ستيفنسون القاطرة الرائدة «نورثمبريان» وقاد جوزيف لوك قاطرة «روكيت» التي ضربت ويليام هوسكيسون، عضو البرلمان عن ليفربول، ما أدى إلى مقتله.

## سكك حديد غراند جنكشن
في عام 1829، كان لوك مساعد جورج ستيفنسون الذي أوكل إليه مهمة مسح طريق سكة حديد غراند جنكشن. كان من المقرر أن تنضم هذه السكك الحديدية الجديدة إلى نيوتن لو ويلوز على سكة حديد ليفربول ومانشستر مع وارينغتون ثم إلى بيرمنغهام عبر كرو وستافورد وولفرهامبتون، بإجمالي مسافة تبلغ 80 ميلًا.
يعود الفضل إلى لوك في اختيار موقع كرو والتوصية بإنشاء متاجر متخصصة لبناء العربات والقاطرات والمحركات وإصلاحها.
أثناء بناء سكة حديد ليفربول ومانشستر، لم يكن ستيفنسون قادرًا على تنظيم مشاريع الهندسة المدنية الكبرى. من ناحية أخرى، كانت قدرة لوك على إدارة المشاريع المعقدة معروفة جيدًا. قرر مديرو السكك الحديدية الجديدة جعل لوك مسؤولًا عن النصف الشمالي من الخط وجعل ستيفنسون مسؤولًا عن النصف الجنوبي. مع ذلك، سرعان ما أصبحت عدم الكفاءة الإدارية لستيفنسون واضحة، في حين تمكن لوك من تقدير تكاليف قسمه من الخط بدقة وسرعة، لدرجة أنه وقع جميع العقود ي قسمه من الخط قبل توقيع عقد واحد في قسم ستيفنسون. ضاقت شركة السكك الحديدية ذرعًا من ستيفنسون، ولكنها حاولت التوصل إلى حل جعل الرجلين مهندسين مشتركين. لم يتقبل ستيفنسون ذلك، وبالتالي استقال من المشروع. بحلول خريف عام 1835، أصبح لوك كبير المهندسين لجميع خطوط السكك الحديدية. تسبب هذا في حدوث خلاف بين الرجلين، وتوتر العلاقات بين لوك وروبرت ستيفنسون. حتى هذه اللحظة، كان لوك دائمًا تحت ظل جورج ستيفنسون. منذ ذلك الحين فصاعدًا، استقل لوك بنفسه، وأصبح ارتقاء سمعته أو انهيارها مرتبطًا بإنجازاته الخاصة.
افتُتح الخط في 4 يوليو 1837.